# Nephele hespera
Nephele hespera là một sphingid moth được tìm thấy ở tropical và subtropical forests của Sri Lanka, Ấn Độ, Nepal, Myanmar, miền nam Trung Quốc, Thái Lan, Việt Nam, Malaysia, Indonesia.
Thức ăn for caterpillars is Carissa congesta thường được gọi là as Karwanda in Maharastra, Ấn Độ.

## miêu tả

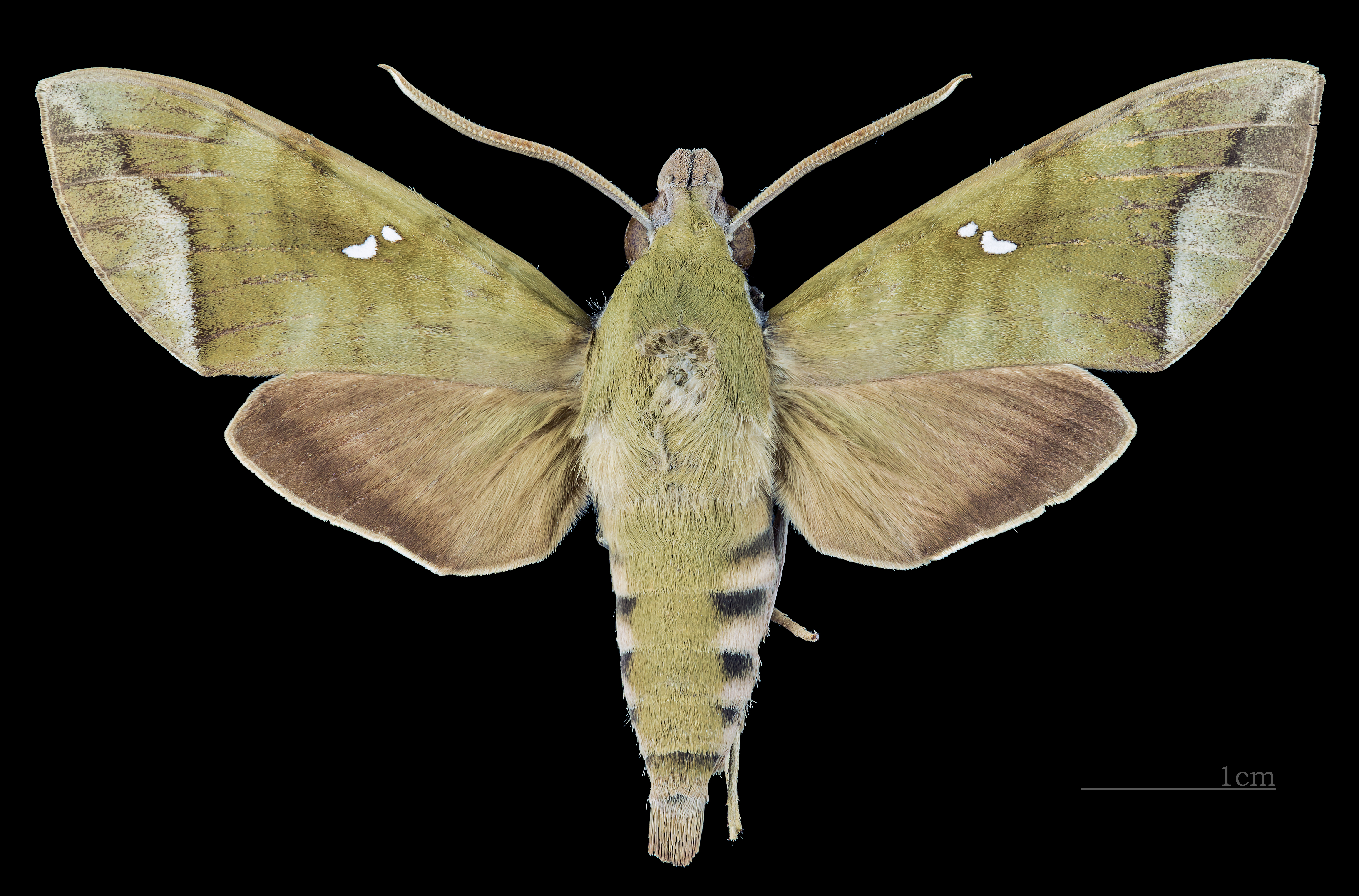
♂
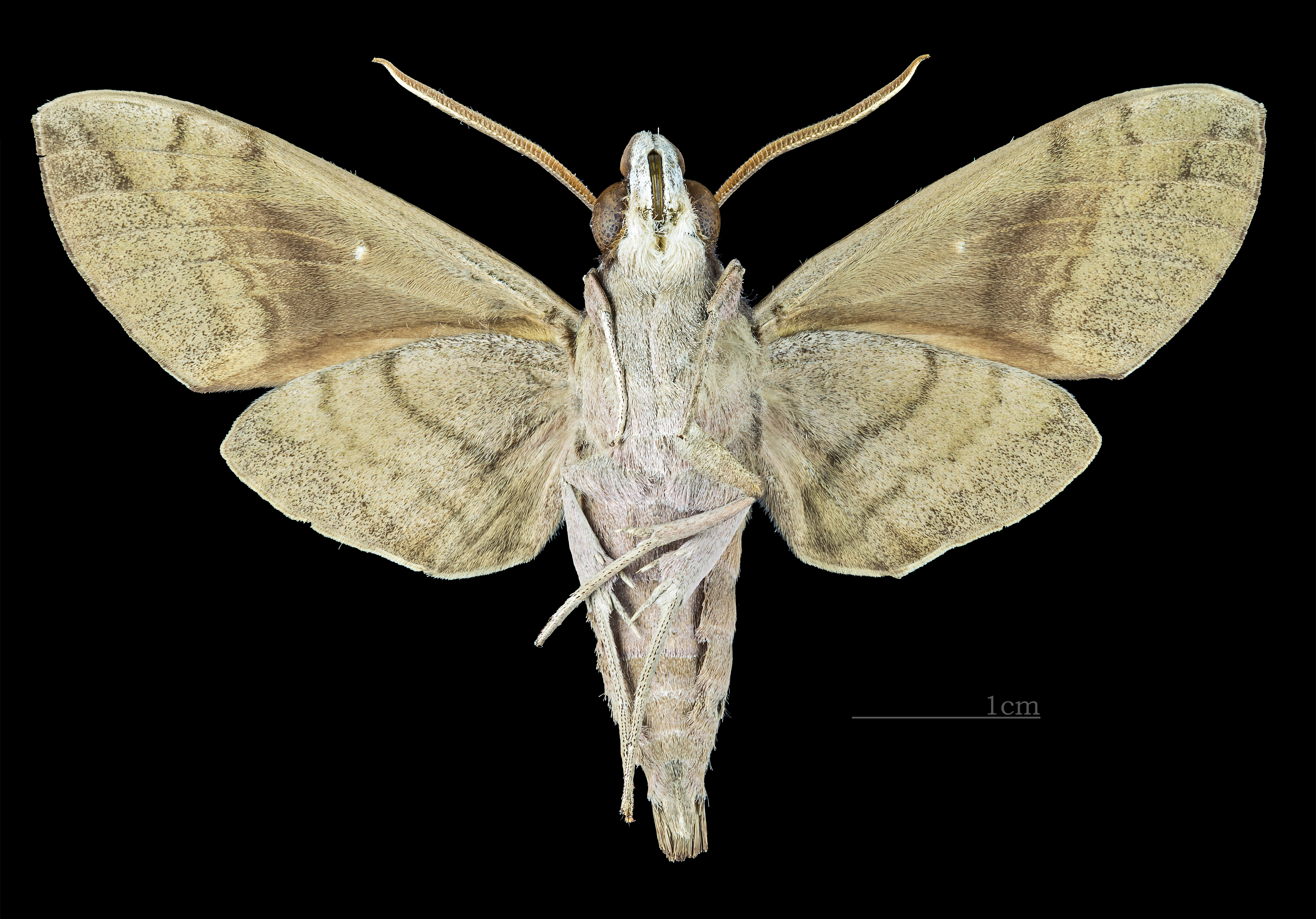
♂ △
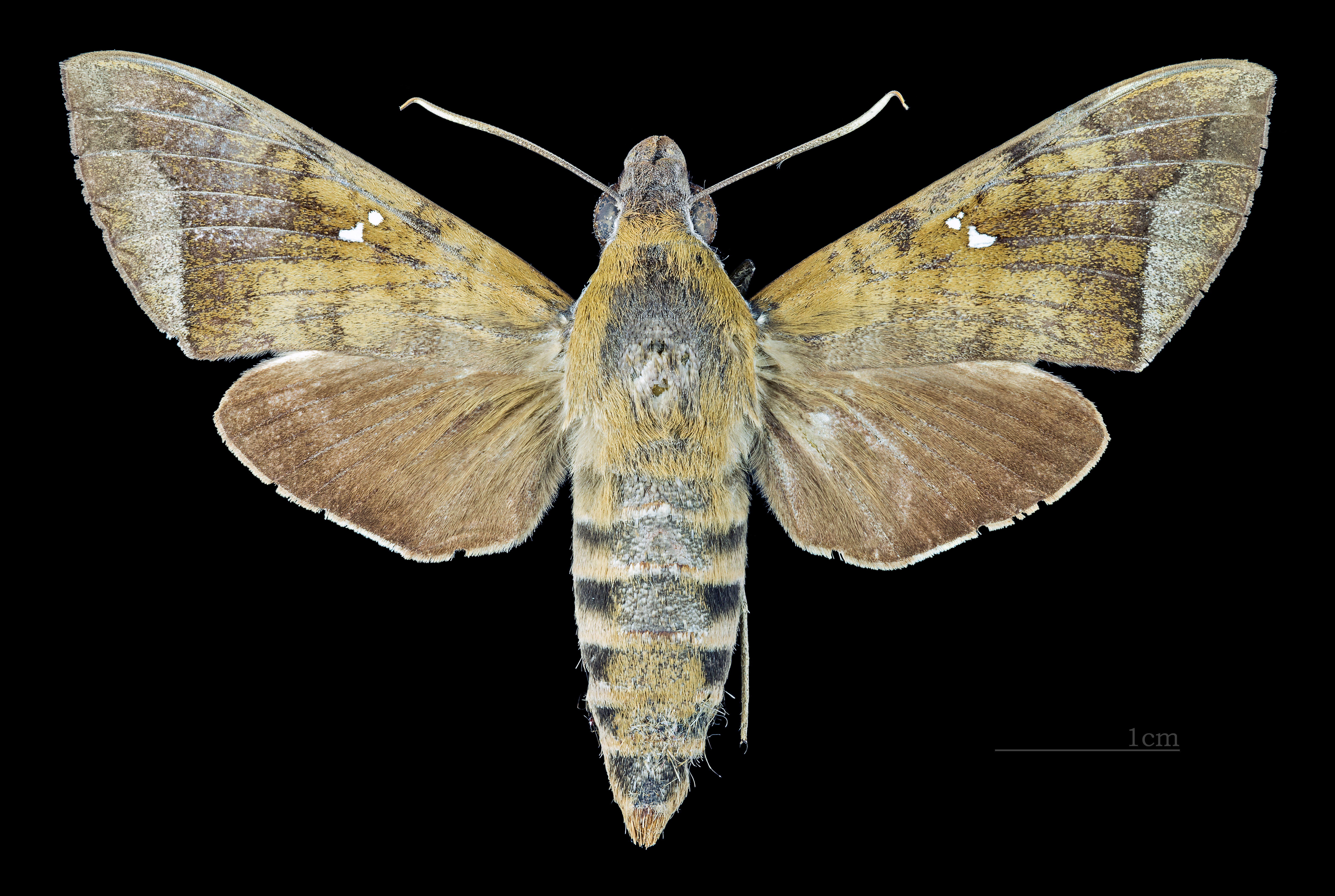
♀
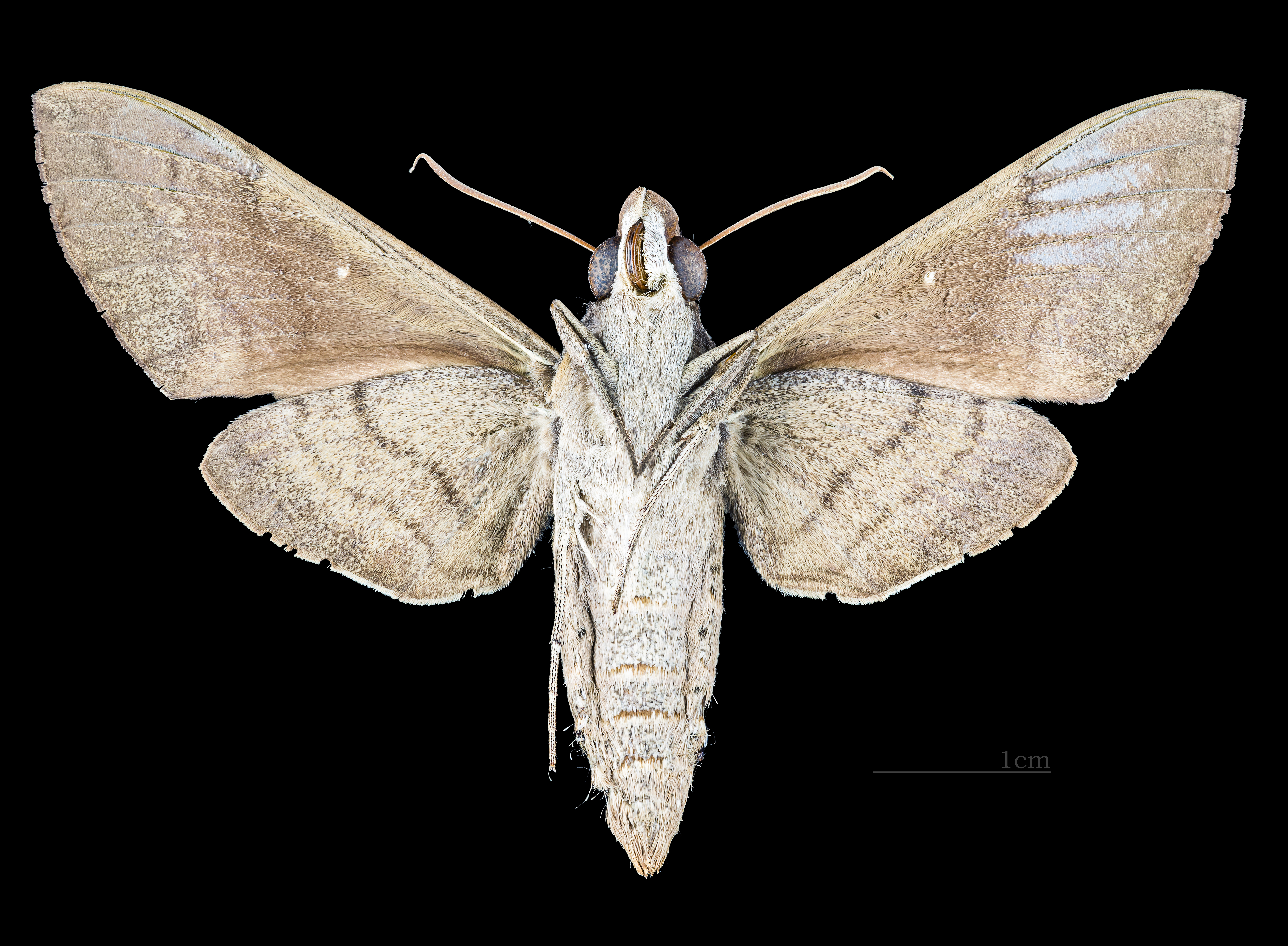
♀ △